# Antōnīs Natsouras
Antōnīs Natsouras (in greco: Αντώνης Νατσούρας; Meliki, 18 dicembre 1979) è un ex calciatore greco, di ruolo difensore o centrocampista.

## Carriera
Nato a Meliki, in Grecia, Natsouras iniziò a giocare a calcio per la squadra locale, i Phillipas Meliki. Esordì nella massima serie greca con il Veria nel 1997. Durante la sua esperienza al club retrocesse due volte. Tornò poi nella massima serie con l'Iraklis nel 2001.
Trascorse un breve periodo con lo Ionikos prima di spostarsi in Italia. Inizialmente si unì al Torino, ma non riuscendo ad accordarsi con la società firmò un contratto di due anni con il Chievo nell'agosto del 2005.
Nel gennaio del 2012, Natsouras è ritornato all'Iraklis.